# 세디크어
세디크어(Seediq, Sediq) 또는 타로코어(Taroko, Truku)는 대만 북부 산악지대의 원주민인 세디크족과 타로코족이 사용하는 오스트로네시아어족의 언어이다. 언어학적으로 아타얄어와 비교적 가까운 관계에 있어 함께 아타얄어군으로 묶이기도 한다.

## 방언
세디크어는 크게 Truku, Toda, Tgdaya의 3개의 방언군으로 나눌 수 있다. 각 방언의 이름은 그 화자 집단이 스스로를 지칭하는 민족명이기도 하다. '타로코'(Taroko)라는 이름은 인근의 아미족이 이들을 부르던 명칭이다.

## 어휘
수사는 다음과 같다:
1. kingal
2. deha
3. teru
4. sepat
5. rima
6. mataru
7. mpitu
8. maspat
9. mengari
10. maxal

## 참고 문헌
- Tsukida, Naomi (2005). 〈Seediq〉.   Adelaar, K. Alexander; Himmelmann, Nikolaus. 《The Austronesian Languages of Asia and Madagascar》 (영어). Psychology Press.